# Didier Manaud
Didier Manaud est un patineur français de la catégorie des couples. Il a été trois fois champion de France de 1984 à 1986 avec sa partenaire Sylvie Vaquero.

## Biographie

### Carrière sportive
Didier Manaud commence le patinage en compétition en patinant en individuel. Il participe notamment aux championnats du monde juniors en 1980 à Megève où il se classe 12e.
En 1986, il s'oriente vers le patinage par couples. Avec sa partenaire Sylvie Vaquero, ils dominent le patinage artistique des couples en France pendant trois années de 1984 à 1986. Ils ne sont battus qu'en 1987 par Charline Mauger & Benoît Vandenberghe.
Sur le plan international, ils représentent la France à deux championnats européens (1984 à Budapest et 1986 à Copenhague) et un mondial (1986 à Genève). Ils ne participeront jamais aux Jeux olympiques d'hiver, et quittent le patinage amateur en 1987.

### Reconversion
Il décide de devenir entraîneur, et passe le Brevet d'État d'éducateur sportif de Niveau 1. Il a officié à l'Athletic Club Boulogne-Billancourt. Il a eu notamment comme élève, le champion d'Europe Florent Amodio.
Il est actuellement entraîneur au club SCA2000 Évry.

## Palmarès
Avec sa partenaire Sylvie Vaquero
| Compétitions principales | 1984    | 1985    | 1986    | 1987    |  |  |  |  |  |  |  |  |  |  |
| Jeux olympiques d'hiver  |         |         |         |         |  |  |  |  |  |  |  |  |  |  |
| Championnats du monde    |         |         | 15e     |         |  |  |  |  |  |  |  |  |  |  |
| Championnats d’Europe    | 11e     |         | 8e      |         |  |  |  |  |  |  |  |  |  |  |
| Championnats de France   | 1er     | 1er     | 1er     | 2e      |  |  |  |  |  |  |  |  |  |  |
|                          |         |         |         |         |  |  |  |  |  |  |  |  |  |  |
| Autre Compétition        | 1983/84 | 1984/85 | 1985/86 | 1986/87 |  |  |  |  |  |  |  |  |  |  |
| Skate America            |         |         | 7e      |         |  |  |  |  |  |  |  |  |  |  |
|                          |         |         |         |         |  |  |  |  |  |  |  |  |  |  |